# Coca (electricidad)

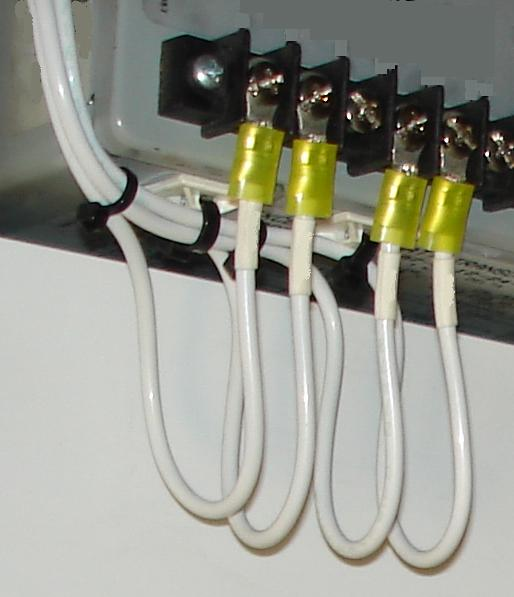
Coca antes de conexión.

Coca es una deformación en un cable eléctrico como consecuencia de la torsión a la que está sometido.
En conductores de gran calibre se debe evitar la formación de cocas por una mala maniobra al desenrollar de las bobinas, ya que produce deformación del cable por efecto de torsión. Ésta es permanente y daña el trenzado de cable y su aislamiento. El diámetro de la coca permitido sin deformar el cable está en función del calibre del cable.
Se suele llamar también coca a la forma de dejar cable adicional en forma de espira, bucle o rollo antes de una conexión, de forma que resulten flexibles para absorber dilataciones, vibraciones, esfuerzos mecánicos, que se tenga cable adicional para conexiones posteriores, que sean fácilmente desmontables o que permitan el mantenimiento.